# Ría de Ribadeo

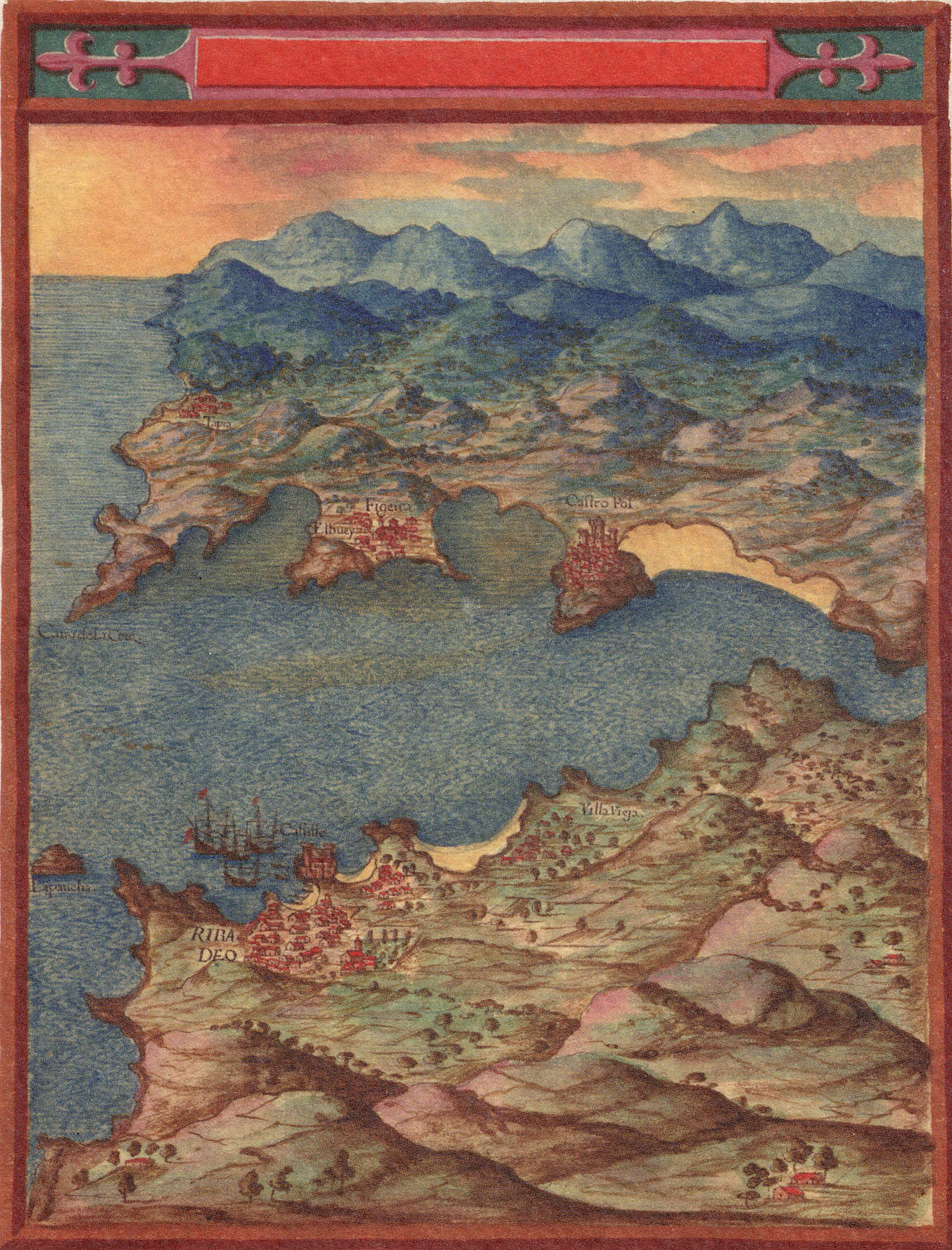
La ría según dibujo de Pedro Teixeira en 1634.

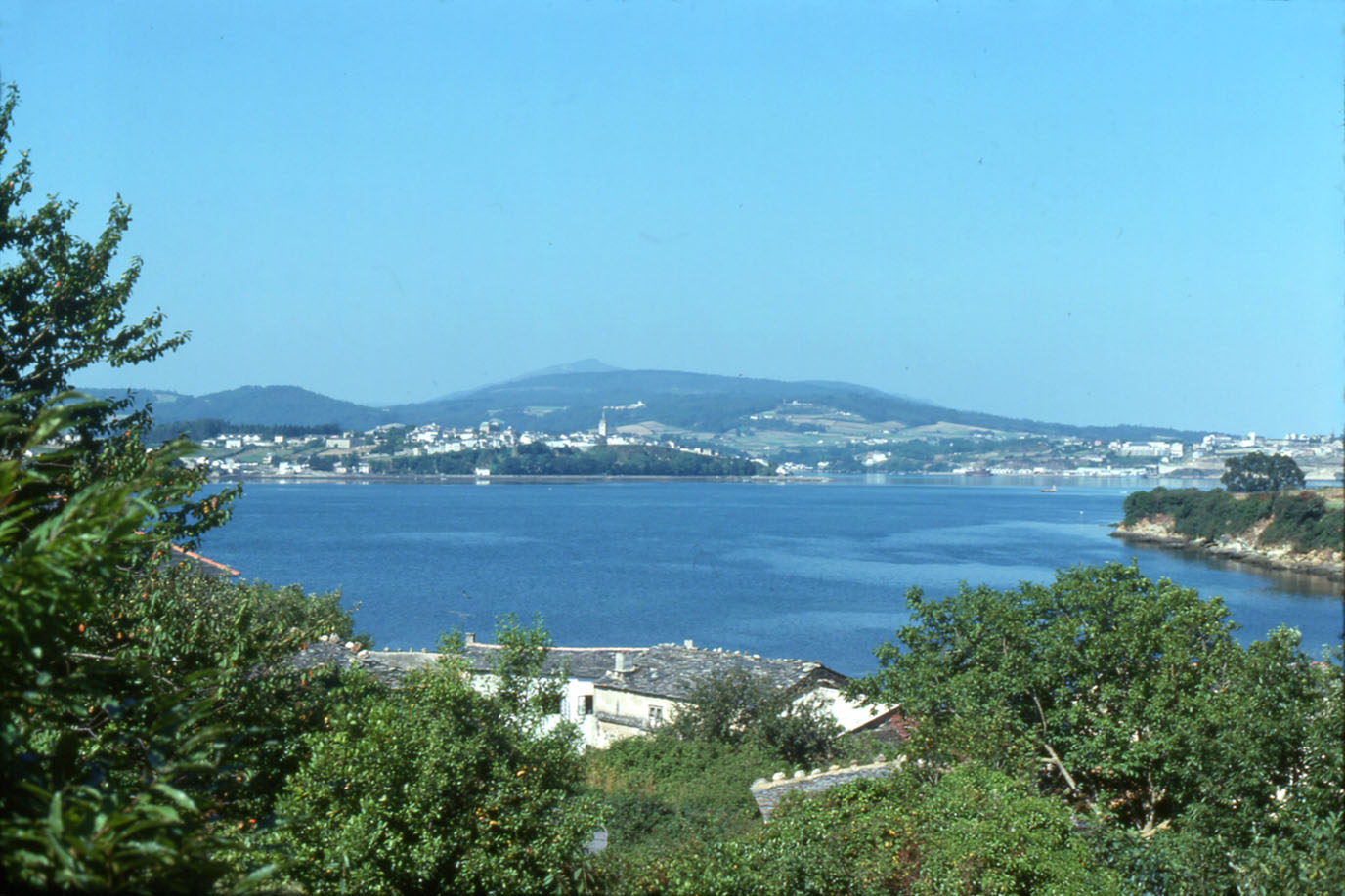
La ensenada de la Linera; al fondo Castropol y en el extremo derecho parte de Ribadeo.

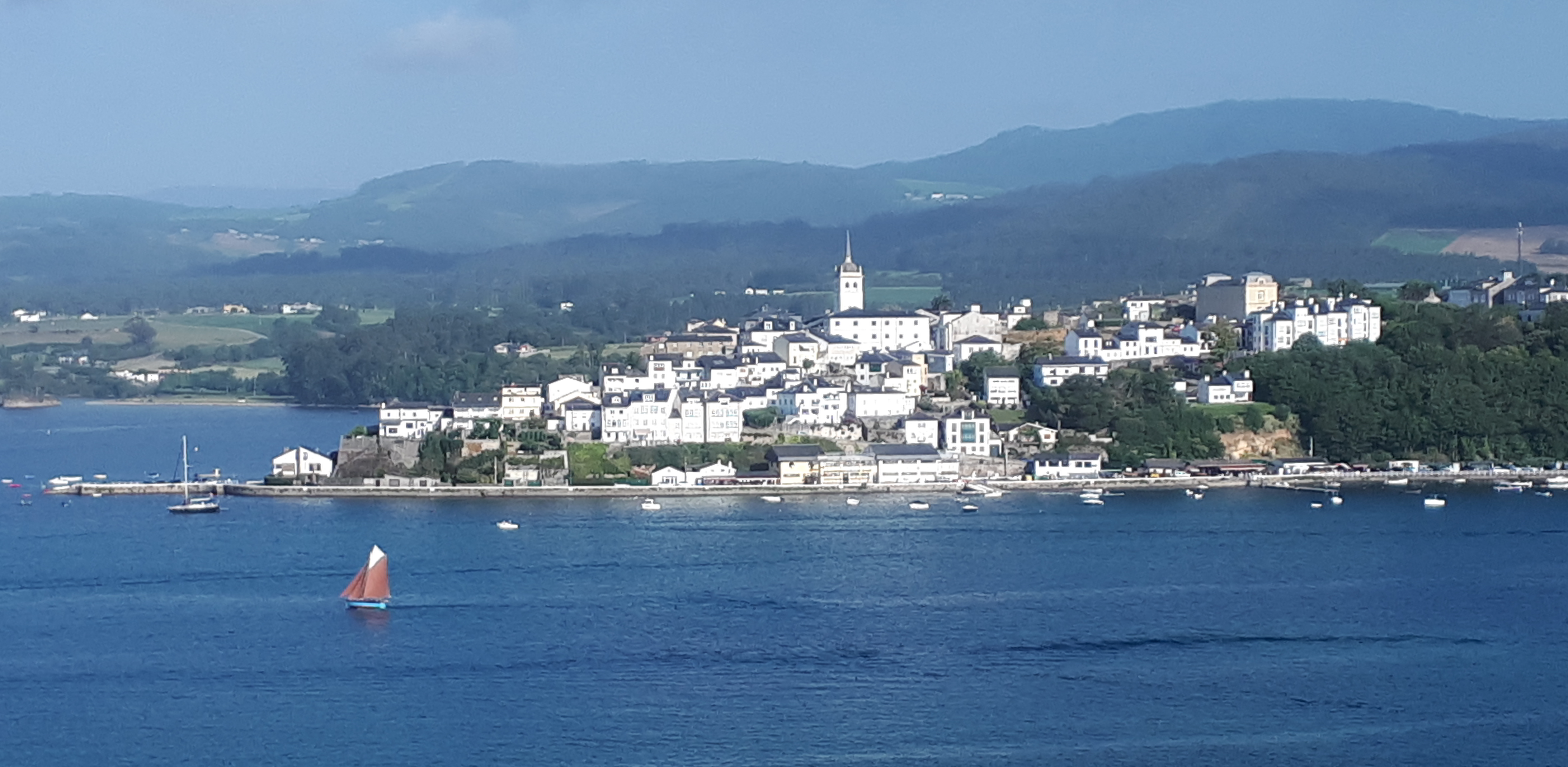
Ría de Ribadeo, vista de Castropol desde Ribadeo.

La ría de Ribadeo (también es oficial el nombre ría del Eo)
 es una ría del norte de España que se encuentra en la costa cantábrica, en el límite entre Galicia y el Principado de Asturias. 
Se forma en la desembocadura del río Eo, tiene 10 km de longitud, una anchura prácticamente constante de 800 metros y 14 kilómetros cuadrados de extensión. La ría se estrecha hasta los 600 metros cerca de la boca, punto que se aprovechó para construir un puente que la salva. Más afuera se ensancha hasta los 1200 metros en la ensenada de Arnao. En el margen asturiano tiene un entrante de aproximadamente 1 kilómetro: la ensenada de la Linera.
También desembocan en la ría el río Suarón, en el margen asturiano, y el río Grande, en el gallego. Otros arroyos tributarios son, en el lado gallego, el rego da Veiga y, en el asturiano, el de Angueira y el de Fornelos, que forma la ensenada de la Linera.

## Geografía

### Situación
En Asturias, la ría toma el nombre del río Eo, que origina la correspondiente ría en su desembocadura; mientras que en Galicia, la ría toma su nombre de la principal villa ribereña, Ribadeo, la única bajo administración gallega. Los otros tres enclaves principales son, en la costa asturiana y de norte a sur, Figueras, Castropol y Vegadeo. Al norte, la frontera con el mar Cantábrico está marcado por la línea Isla Pancha (Galicia) - Punta de la Cruz (Asturias).

### Accidentes geográficos
En la ribera castropolense, aparecen diversos entrantes del mar. De sur a norte (del Eo al Cantábrico) son: la ensenada del Tarrón, (en Vilavedelle), la Reguera (en Moldes), la ensenada de la Linera (entre la villa de Castropol y Figueras), y la de Arnao. En la orilla galega, al oeste, la más destacada es la ensenada de Vilavella en Obe.
Los entrantes de tierra más destacados son, en la parte asturiana, La Punta, en la misma villa de Castropol, y la punta de la Cruz. En la orilla galega destacan el Puntal y la Punta de la Torba.

### Hidrografía
Recibe aportes de varios ríos, el Eo es el principal y el que aporta la mayor parte del agua dulce que recibe, y otros son el Suarón y el Monjardín (ambos desembocan en Vegadeo, Asturias) y el río Grande en la zona gallega. La salida al mar se produce en la zona norte, entre los enclaves de Isla Pancha en la parte gallega (municipio de Ribadeo) y Punta de la Cruz en la parte asturiana (municipio de Castropol). Tierra adentro, en la desembocadura del río Eo, la variación de las mareas se ralentiza durante varios kilómetros, llegando hasta Abres, donde en esta última zona la ría recibe el nombre de ría de Abres. El estuario final constituye un vasto humedal con 930 kilómetros cuadrados de extensión, 800 metros de anchura y casi 6 millas de longitud.

### Playas
La ría de Ribadeo cuenta con varias playas. La más importante de ellas es la de Arnao, en el margen asturiano, cerca de la boca de la ría. Frente a Arnao se encuentra la pequeña playa del Cargadero, y más adentro en la misma costa, la playa artificial de los Bloques. Entre estas dos últimas existía otra, la de Cabanela, que desapareció al construir el paseo marítimo de Ribadeo.

## Geología e hidrología
La forma de la ría es resultado de una falla longitudinal y una serie de fracturas menores que forman ensenadas. Su configuración actual ha sido moldeada por diversos procesos de excavación y relleno a lo largo del valle, donde se han depositado sedimentos provenientes de oleajes, vientos, mareas y erosión fluvial. El suelo está compuesto predominantemente por pizarras, areniscas y cuarcitas, mientras que cerca de la ría también afloran calizas y dolomías.
La ría sufre un proceso continuo de colmatación o relleno de una cuenca sedimentaria con materiales detríticos arrastrados y depositados por el agua, que hace que la zona interna, prácticamente desde la línea que marca la máxima proximidad entre Castropol y Ribadeo, se pueda hablar de un estuario con arena, barro o vegetación (incluso más al interior). Desde Castropol hacia arriba sólo quedan con agua los canales en marea baja. El fondo de la ría es principalmente de barro, pero en algunas zonas que están más expuestas a las corrientes se observa la presencia de arena.
Los bancos de arena que emergen en marea baja reciben en esta zona el nombre de tesones, estando el mayor de ellos y el único visible a media marea en frente de Figueras.

## Núcleos de población

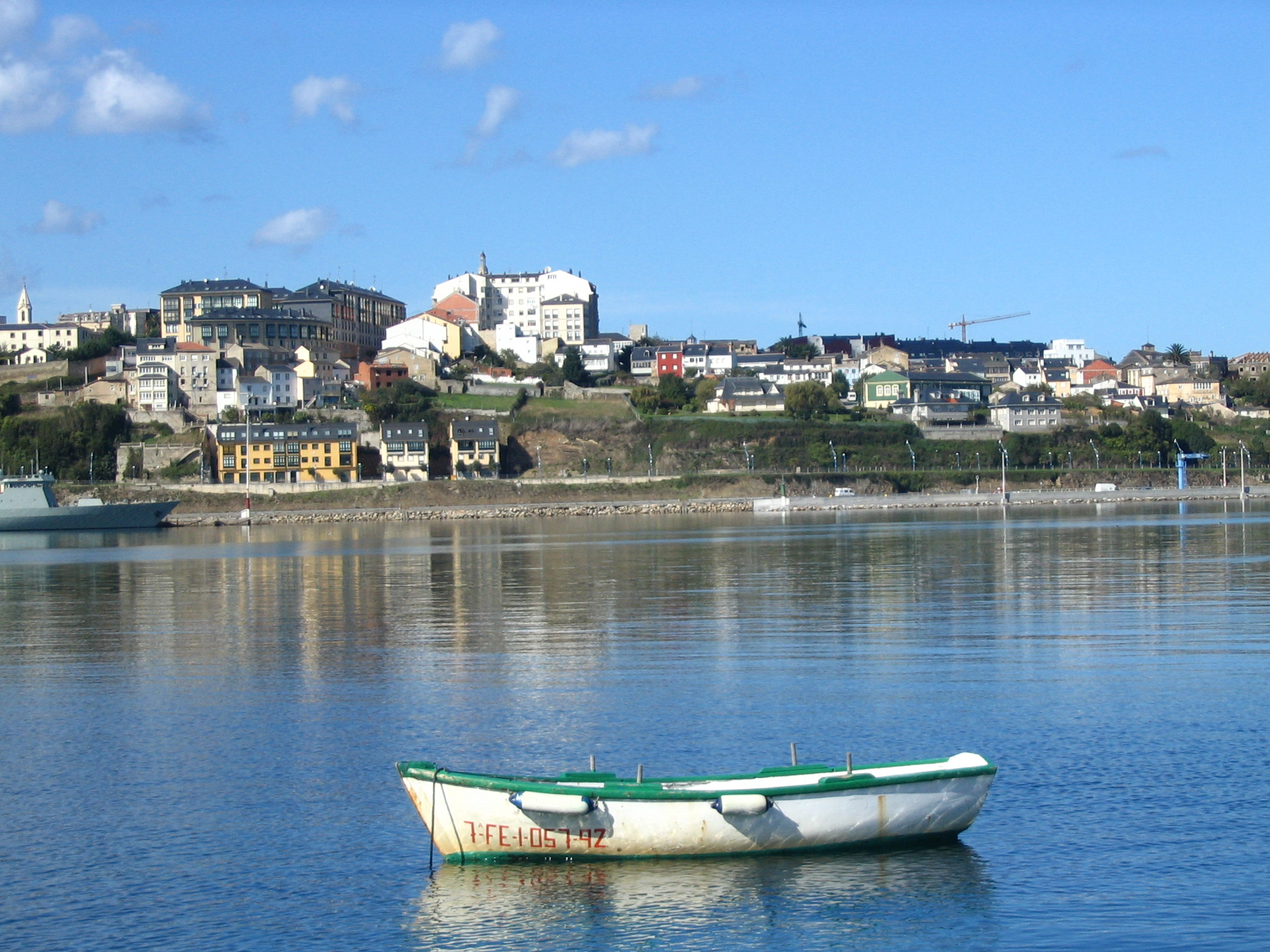
Ría del Eo.

Las principales poblaciones ribereñas son: en Galicia, Ribadeo, cuyo municipio comprende toda la margen occidental de la ría; en Asturias, Figueras y Castropol, cuyo municipio abarca casi toda la oriental, y Vegadeo, en el fondo de la ría, a orillas del río Suarón. La Vilavella, antiguamente núcleo independiente de Ribadeo, se encuentra hoy prácticamente unida a él.
Aguas del Eo arriba de la localidad de Vegadeo, las mareas alcanzan hasta Abres. Esta es la razón por la que antiguamente el tramo bajo del Eo, a la altura de Abres, recibía el nombre de ría de Abres, topónimo que aún subsiste en un lugar perteneciente a la parroquia de Abres, y que da nombre a una parroquia de Trabada.

## Ecología

### Flora y fauna
La principal vegetación en los márgenes son los eucaliptos. En la asturiana también abundan los pinos, así como los laureles en ambas. Hacia el interior existen grandes masas de juncos y cañaverales. En las ensenadas perviven pequeños núcleos de vegetación autóctona.
La ría es un importante punto de paso de aves migratorias. Destaca la avifauna de la ría, asentada en los fangos de su parte interior (sur). En invierno la presencia de aves es mayor. Se pueden observar, además de las habituales gaviotas y cormoranes, garzas, garcetas, martines pescadores y varias especies de aves limícolas.
Asimismo, resulta de gran importancia la presencia del salmón, que penetra en la ría desde finales del invierno hasta principios del verano, junto con el reo o trucha morisca. Entre los mamíferos destacados en la zona, se encuentra la nutria. En la cuenca alta, predominan las aves rapaces, corzos, gatos monteses y ginetas.

### Legislación
La ría y su espacio natural cuenta con el apoyo de diferentes figuras de protección, tanto en Galicia como en Asturias.
La zona occidental gallega está declarada en Galicia como zona de especial protección de los valores naturales (ZEPVN) y zona especial de conservación (ZEC) denominada "Río Eo", de 1.003 ha., y de "Ribadeo" de 536 ha.; y zona de especial protección para las aves (ZEPA) de 625 ha. Desde 1983, es Refugio Nacional de Caza.
Asturias ha declarado la parte oriental de la ría, desde Punta Espiela hasta Figueras, y tan al sur como Castropol y Vegadeo, como "Reserva Natural Parcial de la Ría do Eo".
De forma coordinada, la parte gallega y asturiana de la ría del Eo forman parte de la Reserva de la Biosfera y del humedal Ramsar "Ría do Eo" de 1.740 ha.

## Economía

### Instalaciones portuarias
En 2004 en la ría de Ribadeo, las instalaciones portuarias ocupaban un 4% del espacio. A comienzos de 2006, se completó el relleno, con una extensión de 8.000 m2, en el puerto de Ribadeo, instalaciones de Mirasol. Con este relleno se aumentó la superficie portuaria hasta alcanzar el 5% del total de la ría. En Ribadeo, las instalaciones comprenden un puerto comercial, otro deportivo y otro pesquero. En Figueras y Castropol, también existen instalaciones portuarias.

### Astilleros
La ría cuenta con unos astilleros prósperos, los de Gondán, muy próximos a Figueras, así como unos carpinteros tradicionales de ribera, en Berbesa, los Astilleros Pacho. Continúan fabricando embarcaciones de madera, entre las cuales cabe resaltar los veleros tradicionales de la ría, una variante de vela latina. Hasta el 2005 existió también un pequeño astillero en la Vilavella (Ribadeo).

## Controversia sobre el nombre
En la vertiente asturiana de la ría se usa principalmente el nombre de Ría del Eo. Sin embargo, los organismos oficiales (según resolución de la Dirección General de Cartografía, avalada por el Instituto Geográfico Nacional) la denominaban Ría de Ribadeo. Esto llevó a peticiones divergentes por parte de los alcaldes de Vegadeo y Castropol, la Junta de Galicia o la Plataforma para la Defensa de la Ría de Ribadeo.
Etimológicamente, el término Ribadeo hace referencia a su ubicación en la ribera del estuario del río Eo. La ría fue propiedad de Castropol desde 1154 hasta 1833, en que pasa a ser división entre Asturias y Galicia con la creación de las provincias actuales. Por otra parte, según el Principado de Asturias, el topónimo tradicional de mayor uso en ambas márgenes es «ría del Eo-ría do Eo, de uso exclusivo desde los años 80 en Asturias y mayoritario en Galicia». Por su parte, desde la parte gallega se defiende que el término Ría de Ribadeo está avalado porque tradicionalmente las rías cantábricas, tanto gallegas como asturianas, toman para sí la denominación de la población de mayor entidad en su desembocadura y por aparecer con ese nombre en los mapas y cartas marinas desde el siglo XVI.
El caso de la toponimia fue tratado por la Comisión especializada de nombres geográficos en sus reuniones de 19 de diciembre de 2007 y 12 de marzo de 2008, estudiando los informes de la Comisión de Toponimia de la Xunta de Galicia, la Dirección General de Promoción Cultural y Política Lingüística de la Consejería de Cultura y Turismo del Principado de Asturias y la Real Sociedad Geográfica, acordando que el nombre oficial reconocido fuera el de Ría de Ribadeo, pero el Instituto Geográfico Nacional, en noviembre de 2021, reconoció el topónimo ría del Eo como nombre alternativo y con el mismo nivel de validez y oficialidad que el de ría de Ribadeo. Posteriormente, con fecha 24 de mayo de 2022, una resolución ministerial vuelve a la denominación única anterior de ría de Ribadeo como denominación oficial. Finalmente, en noviembre de 2022, el Instituto Geográfico Nacional (IGN), dependiente del Ministerio de Transportes, Movilidad y Agenda Urbana, otorgó al topónimo ría del Eo el carácter de nombre alternativo. Es decir, con el mismo nivel de oficialidad y uso que ría de Ribadeo.